# 阿部彦太郎 (初代)
阿部 彦太郎（あべ ひこたろう、天保11年7月21日（1840年8月18日） - 明治37年（1904年）5月5日）は、明治維新期の近江商人・実業家。阿部市郎兵衛家の分家。

## 生涯
阿部彦太郎は、近江国神崎郡能登川村（現・滋賀県東近江市能登川町）に生まれた。本家筋にあたる5代阿部市郎兵衛の三男が分家した阿部市次郎の長男である。
彦太郎は『布彦』と呼ばれ、父と共に攘夷運動が激しかった文久年間（1861年-1863年）に、室町姉小路に唐金巾（とうかなきん、キャラコ）・唐木綿・唐糸・唐縞・唐紅・唐桟に加えラシャ・ケット・モヘール・シャッポン・洋紙・インキ・鉛筆・靴・蝙蝠傘・シャツ・メリヤス・石鹸・洋酒類等の洋物を取り扱う『唐物店』を開いた。当時唐物を扱う店は他に『丁吟（小林吟右衛門）』・『八幡屋』・『大和屋』があったが、これら唐物屋は攘夷派浪人から狙われ、嫌がらせや罵詈雑言を浴び、その都度金銭を渡しことなきを得ていたとされる。文久3年7月23日（1863年9月5日）布彦店は遂に浪士の襲撃を受け店は打ち壊されたが、幸い彦太郎父子は外出していたため災難を免れることができた。襲撃を受けた翌日には、三条大橋橋詰に、八幡屋主人の首と共に布彦他唐物屋へ天誅を加えた旨記した張り紙が出されていたと言う。布彦店は、張り紙の横に『唐物を焼き捨て、唐物で得た利益は残らず町年寄りに寄託する』として天誅騒ぎから逃れた。
維新後、彦太郎は米穀問屋として活躍すると共に米・株式・綿糸・砂糖などで相場を張り、相場の世界で活躍した。相場師彦太郎は『阿部彦将軍』と読ばれ、金銭商業史などを専門とする歴史学者宮本又次は、彦太郎について『彼の性格は非常に大胆で、しかもすばしこく、よく勝機をつかんで、ついに彼の働きが市場の大勢を左右するようになった。』と語っている。
明治20年（1887年）9月、阿部一族は大阪の実業家と共に綿花需要の増大から内外綿花の販売を目的とする『有限責任会社内外綿』を大阪北区源蔵町に設立し（資本金50万円）、初代社長に彦太郎が、他に役員として松本重太郎・秋馬新三郎が就任した。国産綿の他、中国産・インド産・北アメリカ産綿の輸入に務め、有力紡績会社との間で取引を拡大していった（その後、内外綿は現在シキボウ傘下にある）。明治31年（1898年）時点で役員として関わった企業は20社を数えた。
明治37年（1904年）5月5日、東京で死去した。